# Single and Married
Single and Married es una película nigeriana de comedia romántica de 2012, producida por Yvonne Nelson y dirigida por Pascal Amanfo. Está protagonizada por Yvonne Nelson, Chris Attoh, Nadia Buari, Tana Adelana, Kofi Adjorlolo, Eddie Watson y Jane 'Efya' Awindor. La película "se centra en el drama, la intriga y los pequeños secretos sucios de tres amigos". Recibió diez nominacione en los Ghana Movie Awards 2012, de los cuales ganó cuatro premios.
Una secuela fue lanzada en 2014.

## Elenco
- Yvonne Nelson como Kimora
- Chris Attoh como Jay
- Nadia Buari como Paula
- Tana Adelana como Vida
- Kofi Adjorlolo como Ranesh
- Eddie Watson como Andy
- Anita Erskin como Ruby
- Kweku Elliot como Raymond
- Jane Awindor como Judith
- Lisa Raymond como Sandy
- Michelle McKinney Hammond como consejera
- Itz Tiffany como Yolanda

## Lanzamiento
Un avance fue estrenado en YouTube el 25 de julio de 2012. La película estrenó en Ghana el 22 de septiembre de 2012, y en el Silverbird Cinema, Victoria Island, Lagos el 28 de septiembre del mismo año.

## Recepción
Mantiene una calificación del 24% en Nollywood Reinvented, que criticó la dirección de la historia y las actuaciones. Concluyó diciendo: "Si busca una historia magnánima o para emocionarse, lo siento, pero se sentirá decepcionado". Por otra parte, el Ghanaian Chronicle le dio una crítica positiva, comentando: "La historia planteó serios problemas sobre por qué los cónyuges engañan a sus parejas y cómo detenerlos. Pero fue contada de una manera bastante sutil y entretenida. De hecho, es una película imperdible".

### Premios
| Premios                        | Categoría                                   | Nominados                    | Resultado |
| ------------------------------ | ------------------------------------------- | ---------------------------- | --------- |
| Premios del cine de Ghana 2012 | Mejor imagen                                | Pascal Amanfo                | Ganador   |
| Premios del cine de Ghana 2012 | Mejor dirección (idioma inglés)             | Pascal Amanfo                | Ganador   |
| Premios del cine de Ghana 2012 | Mejor actriz en un papel principal (inglés) | Yvonne Nelson                | Nominado  |
| Premios del cine de Ghana 2012 | Mejor actor secundario (inglés)             | Chris Attoh                  | Nominado  |
| Premios del cine de Ghana 2012 | Mejor actriz de reparto (inglés)            | Anita Erskine                | Ganadora  |
| Premios del cine de Ghana 2012 | Mejor película - Colaboración africana      | Pascal Amanfo, Yvonne Nelson | Nominado  |
| Premios del cine de Ghana 2012 | Mejor fotografía                            | Kwame Amuah                  | Ganador   |
| Premios del cine de Ghana 2012 | Mejor edición                               | Okey Benson                  | Nominado  |
| Premios del cine de Ghana 2012 | Mejor dirección de arte                     |                              | Nominado  |
| Premios del cine de Ghana 2012 | Mejor Música (Canción Original)             | Abraham Affaine              | Nominado  |